# Кюнбург, Максимилиан Гандольф фон
Максимилиан Гандольф фон Кюнбург (нем. Maximilian Gandolph von Künburg; 30 октября 1622, Грац, герцогство Штирия, Габсбургская монархия — 3 мая 1687, Зальцбург, Зальцбургское архиепископство, Священная Римская империя) — австрийский кардинал. Дядя кардинала Вольфганга Ганнибала фон Шраттенбаха. Епископ Лаванта с 8 декабря 1654 по 7 февраля 1665. Князь-епископ Зекау с 7 февраля 1665 по 12 ноября 1668. Архиепископ Зальцбурга с 12 ноября 1668 по 3 мая 1687. Кардинал-священник с 1 сентября 1686.